# Ujedinjena velika loža Bugarske
Ujedinjena velika loža Bugarske (bug. Обединена Велика ложа на България) je regularna slobodnozidarska velika loža u Bugarskoj. Formirana je 2001. godine ujedinjenjem dviju velikih loža koje su osnovane 1992. i 1997. Današnji naziv nosi od 2004. godine.

## Povijest
Nakon demokratskih promjena koje su uslijedile padom komunizma 1989. godine stvoreni su uvjeti za obnovu slobodnog zidarstva u Bugarskoj. Velika loža Jugoslavije je utmeljila tri lože na području Bugarske koje su 5. prosinca 1992. godine zajedno osnovale Veliku ložu Bugarske (bug. Велика ложа на България). Zbog određenih nesretnih sporova unutar Velike lože Jugoslavije izbačeno je nekoliko članova te se preimenovala u Regularnu veliku ložu Jugoslavije. Međutim, od 1994. godine Ujedinjene velike lože Njemačke su osnovale pet loža na području Bugarske koje će 20. rujna 1997. godine Veliku ložu starih i prihvaćenih slobodnih zidara Bugarske (Велика ложа на Старите свободни и приети зидари на България).
U studenom 2000. godine izdvojila se skupina članova iz Velike lože starih i prihvaćenih slobodnih zidara Bugarske i osnovala Veliku ložu starih i prihvaćenih slobodnih zidara u Bugarskoj, jednu od nekoliko neregularnih velikih loža u Bugarskoj.
Nezadovoljavajuća situacija dviju regularnih ali i suparničkih velikih loža u Bugarskoj razriješena 23. travnja 2001. godine kada su se ove dvije organizacije ujedinile pod nazivom Velika loža starih i prihvaćenih slobodnih zidara Bugarske. Ovu ujedinjenu veliku ložu je 10. ožujka 2004. godine Ujedinjena velika loža Engleske priznala kao regularnu veliku ložu. Na godišnjoj skupštini održanoj 26. studenoga 2004. godine usvojen je novi naziv velike lože, Ujedinjena velika loža Bugarske, čime se riješila zabuna oko naziva regularne velike lože u Bugarskoj.
U razdoblju nakon konsolidiranje 2004. godine veliki broj članova neregularnih velikih loža u Bugarskoj je izrazio interes za pristupom u regularno slobodno zidarstvo. Ovo se ostvarilo 20. lipnja 2015. godine kada su 44 lože pod zaštitom Velike lože starih i prihvaćenih slobodnih zidara u Bugarskoj pristupile Ujedinjenoj velikoj loži Bugarske.

## Ustroj
Sjedište Ujedinjene velike lože Bugarske je u Sofiji.

### Lože
U 2024. godini pod zaštitom ove velike lože radi 134 lože u 33 bugarska grada, od toga je 62 u Sofiji, 12 u Plovdivu, devet u Varni, pet u Burgasu, po četiri u Velikom Trnovu i Ruseu, tri u Balčiku, po dvije u Vraci, Gabrovu, Dobriču, Krdžali, Pazardžiku, Slivenu, Staroj Zagori, Haskovu i Šumenu, kao i po jedna u Blagoevgradu, Vidinu, Kazanlăku, Loveču, Montani, Perniku, Petriču, Plevenu, Popovu, Provadiji, Razgradu, Svištovu, Sevlievu, Silistri, Smoljanu, Sozopolu i Jambolu.
Među ložama koje rade pod zaštitom Ujedinjene velike lože Bugarske su i:
- Loža "Zora" (Ложа "Зора") br. 1, Sofija[4]
- Loža "Dosluh 92" (Ложа "Сговор 92") br. 19, Sofija[5]
- Loža "Quatuor Coronati" (Ложа "Куатуор Коронати") br. 40, Sofija – ova istraživačka loža nosi naziv po najstarijoj istraživačkoj Loži "Quatuor Coronati" br. 2076, osnovanoj 1886. godine pod zaštitom Ujedinjene velike lože Engleske (UGLE).
- Loža "Feniks" (Ложа "Феникс") br. 55, Sofija[6] – nosi naziv po mitološkom biću feniks.
- Loža "Majstor Kolju Fičeto" (Ложа "Уста Колю Фичето") br. 60, Sofija[7] – nosi naziv po Kolji Fičetu, graditelju i kiparu, predstavniku bugarskog narodnog preporoda.

### Uprava
Ujedinjenom velikom ložom Bugarske upravlja veliki majstor (buga. Великият майстор) koji se bira na trogodišnje razdoblje. Dosadašnji veliki majstori su:
1. Borislav Sarandev (2001. – 2004.)
2. Petjo Penkov (2004. – 2008.)
3. Petar Balabanov (2008.)
4. Grigori Vazov (2008. – 2011.)
5. Ivan Sariev (2011. – 2017.)
6. Iskren Jotov (2017. – 2020.)
7. Nikolaj Božilov (od 2020.)

Veliki majstori Velike lože Bugarske bili su Georgi Krumov (1992. – 1997.), Stojan Rajčevski (1997.) i Janko Bonev (1997. – 2001.). Veliki majstori Velike lože starih i prihvaćenih slobodnih zidara Bugarske bili su Ivan Stavrev (1997. – 2000.) i Borislav Sarandev (2000. – 2001.).

### Međunarodna suradnja
Ujedinjena velika loža Bugarske sudjeluje u radu Svjetske konferencije regularnih masonskih velikih loža. Također, potpisala je povelje o prijateljstvu i međusobnom priznavanju s preko 160 regularnih velikih loža.

### Obredi
Ujedinjena velika loža Bugarske upravlja simboličkim stupnjevima plave lože (učenik, pomoćnik i majstor) i delegira upravljanje visokim stupnjevima na dodatna tijela i redove.

## Pridružena tijela i redovi
Upravljanje visokim stupnjevima ova velika loža provodi kroz pridružena tijela i redove od kojih svaki predstavlja jedan obred a na temelju potpisanih konkordata.
- Vrhovno vijeće 33. stupnja Drevnog i prihvaćenog škotskog obreda u Bugarskoj (Върховен съвет, 33° на Стария и приет шотландски ритуал в България) – nadležno za rad Škotskog obreda.[10]
- Pridružena tijela i redovi koji imaju svoje jedinice u Bugarskoj:
  -  Velika imperijalna konklava Slobodnozidarskog i vojnog reda crvenog križa cara Konstatina i redova svetog Groba i svetog Ivana Evanđelista Engleske i Walesa i njegovih divizija i prekomorskih konkalava – nadležan za rad Crvenog križa cara Konstatina.
  -  Velika loža majstora masona znaka Engleske i Walesa – nadležna za rad Reda majstora znaka.

### Škotski red
Vrhovno vijeće 33. stupnja u Bugarskoj osnovano je 7. siječnja 2001. godine uz pomoć Vrhovnog vijeća Škotskog obreda SAD-a Južne jurisdikcije. Član je Europske konfederacije vrhovnih vijeća (engl. European Confederation of Supreme Councils). Pod okriljem ovog vrhovnog vijeća radi 30 loža savršenstva, deset kapitela ružinog križa, osam koncila kadoša te šest konzistorija.

## Vanjske poveznice
- Službena stranica
- Vrhovno vijeće Bugarske